# كلمة إجرائية
الكلمات الإجرائية (بالإنجليزية: Procedure words)‏ واختصار (بالإنجليزية: prowords)‏ هي كلمات أو عبارات تقتصر على إجراءات الهاتف اللاسلكي المستخدم لتسهيل الاتصال عن طريق نقل المعلومات في صيغة شفوية قياسية ومكثفة.  تُمثل الكلمات الإجرائية نسخ صوتية من العلامات الإجرائية القديمة لشفرة مورس التي تم تطويرها لأول مرة في ستينيات القرن التاسع عشر من أجل تلغراف مورس، يحتوي دليل الاتصالات العسكرية الأمريكي على المعجم الأكثر رسمية وربما الأقدم (ما بعد WWW II ) للكلمات الإجرائية، ولكن تم تبني تعريفاته من قبل العديد من المنظمات الأخرى، بما في ذلك برنامج الأمم المتحدة الإنمائي،  خفر السواحل الأمريكي وغيرها.